# Strawberry Fields (memorial)
Strawberry Fields es una sección ajardinada de 1 hectárea de superficie ubicada dentro del Central Park en la Ciudad de Nueva York. Fue diseñada por el arquitecto paisajista Bruce Kelly, que está dedicada a la memoria del antiguo miembro de The Beatles John Lennon. Debe su nombre a la canción de los Beatles "Strawberry Fields Forever", escrita por Lennon. La canción en sí lleva el nombre del antiguo hogar infantil Strawberry Field en Liverpool, Inglaterra, situado cerca de la casa de la infancia de Lennon.

## Descripción
La entrada al memorial se encuentra en Central Park West a la altura de la calle 72 oeste, cerca de donde John Lennon fue asesinado afuera de su casa, el edificio Dakota. El monumento es un terreno triangular dentro del parque y su punto focal es un mosaico circular de piedras incrustadas con una sola palabra al medio: el título de la canción más famosa de Lennon "Imagine". El mosaico, de estilo empedrado portugués, se basa en un diseño grecorromano. Fue creado por artesanos italianos y donado como regalo por la ciudad italiana de Nápoles.
Un "borde floral" rodea Strawberry Fields. A lo largo de los bordes de la zona que rodea el mosaico hay bancos dedicados a la memoria de otras personas y mantenidos por Central Park Conservancy.  A lo largo de un camino hacia el sureste se encuentra una placa en un afloramiento bajo de esquisto glaciar enumera las naciones que contribuyeron a la construcción del monumento. La viuda de Lennon, Yoko Ono, que aún vive en el Dakota, contribuyó con más de un millón de dólares para la jardinería y la dotación para el mantenimiento.
Los mosaicos se encuentran en el corazón de una serie de claros abiertos y escondidos de césped y afloramientos tallados en rocas glaciares, delimitadas por arbustos y árboles maduros y laderas boscosas, todo designado como "zona de silencio".  Un camino por el bosque serpentea a través de plantaciones entre el césped y las empinadas laderas arboladas; contiene rododendros y hollies nativos, Pimienta de Carolina (Calycanthus floridus), laurel de montaña (Kalmia latifolia), viburnum, y jetbead. Rosas arbustivas silvestres y una Magnolia × soulangeana flanquean el paseo principal. En el extremo más septentrional de la serie superior de césped rodeado de bosque hay tres árboles de alb secuoya árboles, que pierden sus agujas pero las recuperan cada primavera, un emblema de la renovación eterna. Se espera que los árboles alcancen una altura de 36 metros (118,1 pies) dentro de 100 años, y con el tiempo serán visibles desde grandes distancias en el parque.

## Historia

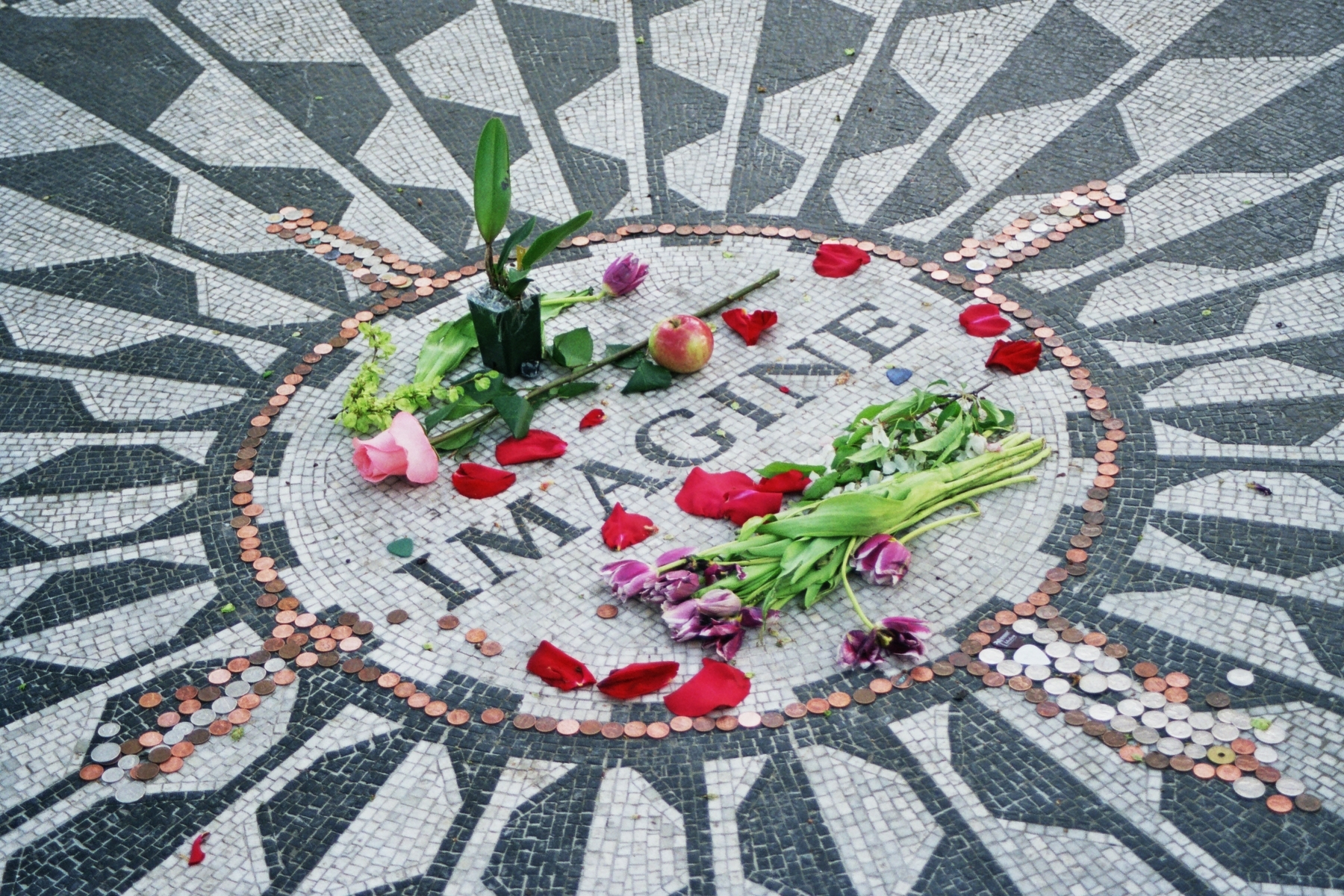
La leyenda "Imagine" en el mosaico conmemorativo

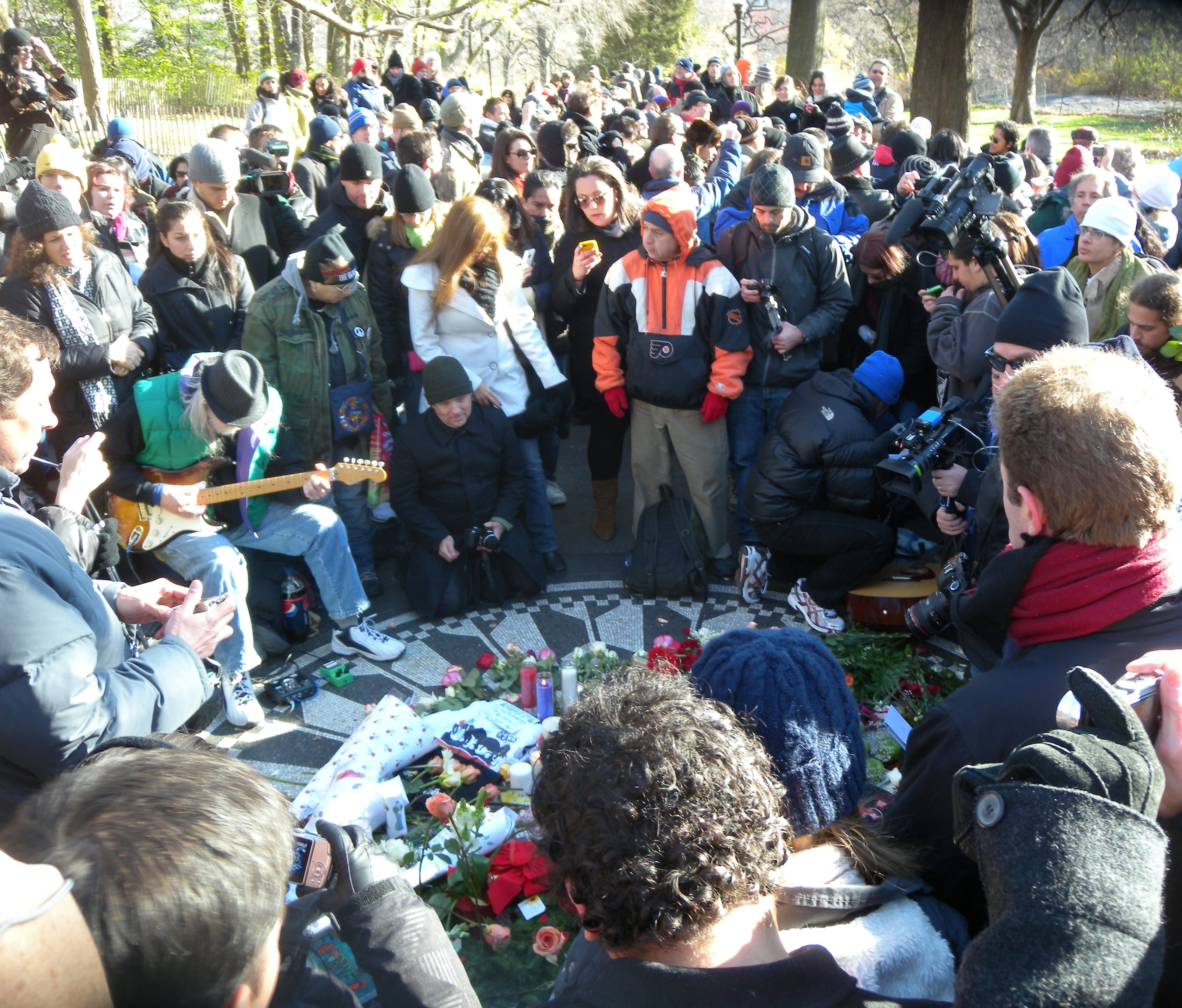
En el 30 aniversario del muerte

### Creación
En abril de 1981, tras el asesinato de John Lennon, una parcela de Central Park cercana al Dakota donde Ono esparció las cenizas de Lennon recibió el nombre de "Strawberry Fields" en su honor. Ese agosto se anunció que Strawberry Fields sería completamente renovado y ajardinado ya que en ese momento se encontraba en una mediana aislada entre West Drive y dos vías de circunvalación de la calle 72. Yoko Ono pidió que el monumento reconstruido fuera un "monumento vivo" en lugar de una estatua; según el arquitecto paisajista de NYC Parks Arne Abramowitz, Ono creía que "ya había suficientes estatuas en Central Park".
El monumento fue diseñado por Bruce Kelly, arquitecto paisajista jefe de Central Park Conservancy. La construcción del proyecto comenzó en abril de 1984. Strawberry Fields fue inaugurado en el día que habría sido el 45 cumpleaños de Lennon, el 9 de octubre de 1985, por Ono y el alcalde Ed Koch.
Cinco años después, su viuda, Yoko Ono, celebró una ceremonia en su nombre con la asistencia de diplomáticos internacionales, la mayoría de cuyos países enviaron regalos a este jardín. La Unión Soviética envió abedules, Canadá arces, Israel cedros, Holanda envió narcisos de los prados y la princesa Gracia de Mónaco, conejos hembras. La ciudad de Nápoles, por su parte, envió un mosaico blanco y negro en cuyo centro estaba inscrita la palabra imagine.
El mosaico "Imagine" no se colocó sobre cimientos suficientes y comenzó a hundirse notablemente en 2007.

### Uso
El monumento suele estar cubierto de flores, velas en vasos y otras pertenencias dejadas por los fanes de Lennon.  En el cumpleaños de Lennon (9 de octubre) y en el aniversario de su muerte (8 de diciembre), la gente se reúne para cantar canciones y rendir tributo, quedándose hasta tarde en lo que suele ser una noche fría. Los homenajes suelen durar toda la noche, pero durante un tiempo, a finales de los 90 y principios de los 2000, el alcalde Rudy Giuliani impuso un toque de queda que prohibía a la gente entrar en Central Park después de que cerrara a la 1 de la madrugada. También se celebran concentraciones en los cumpleaños de otros Beatles. En el monumento se han celebrado reuniones improvisadas en memoria de otros músicos, como Jerry García y George Harrison. En los días posteriores a los atentados del 11 de septiembre, se celebraron vigilias con velas en el mosaico Imagine para recordar a los fallecidos.
Los fines de semana, los músicos suelen tocar para disfrute de los miles de fanes de todo el mundo que visitan el lugar. Anteriormente, estos músicos tenían frecuentes conflictos entre ellos, pero desde al menos 2016, se han adherido a un código de conducta informal.
Strawberry Fields, ópera de Michael Torke con libreto de A. R. Gurney, tiene lugar en el monumento. Acto II de una trilogía titulada Central Park encargada conjuntamente por Glimmerglass Opera, New York City Opera, y Great Performances, fue estrenada por el Festival de Glimmerglass el 24 de julio de 1999, y posteriormente producida por New York City Opera.

## "Alcalde de Strawberry Fields"
Uno de sus visitantes más conocidos fue Gary dos Santos, un devoto fan de los Beatles que decoró el monumento con círculos de diferentes flores y objetos, a menudo en forma de símbolo de la paz. Nacido Ayrton "Gary" Ferreira dos Santos Jr, fue un artista de performance que durante 19 años instaló diseños florales alrededor y dentro del mosaico "Imagine" de este lugar. Su trabajo ha sido documentado en The New York Times'. Los ingresos de Dos Santos provenían de las propinas que recibía de los turistas como resultado de su trabajo y del monólogo de tres minutos que ofrecía a los turistas describiendo su trabajo y la vida de John Lennon y su familia. Santos fue objeto de un documental, El alcalde de Strawberry Fields, dirigido por Torre Catalano y distribuido por Nehst Studios.
Durante casi 20 años, asistió diariamente al memorial con su novia desde hacía 15 años, Lisa Page, y su perra, Mary Jane, y era muy conocido por muchos residentes locales de toda la vida. En septiembre de 2013, Santos fue diagnosticado de leucemia. Tras pasar unas nueve semanas en el hospital, falleció en noviembre de 2013.